# Iñaki Anasagasti Olabeaga

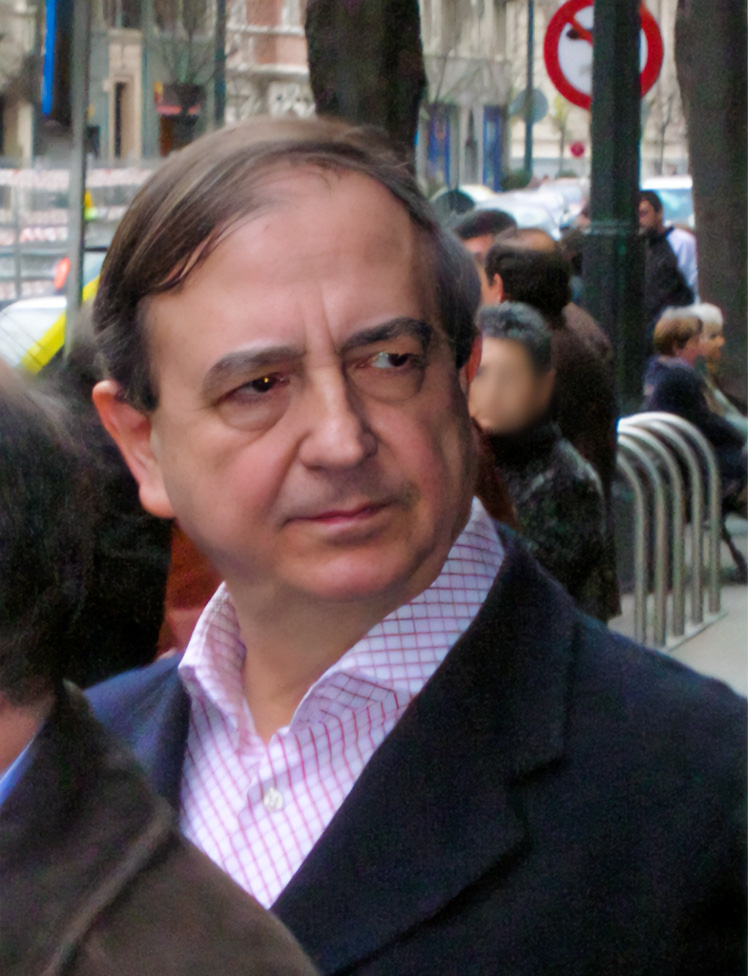
Anasagasti el 2007

Iñaki Mirena Anasagasti Olabeaga (Cumaná, Veneçuela, 16 de novembre de 1947) és un polític basc. Va néixer a Veneçuela, on la seva família havia fugit després de la guerra civil espanyola (el seu pare era militant del Partit Nacionalista Basc). El 1954 els seus pares van decidir que Iñaki i els seus tres germans havien d'educar-se al País Basc, pel que els seus fills retornen a Sant Sebastià i queden a càrrec dels seus avis. Iñaki va estudiar als Marianistes de Sant Sebastià des de 1955 a 1961 i des d'aquesta data fins a 1965 a Santiago Apòstol de Bilbao.

## A Veneçuela
En 1965 morí el seu pare i Iñaki torna a Veneçuela, on va romandre durant deu anys. Prengué contacte amb l'exili nacionalista basc, nucleat entorn del Centre Basc de Caracas, i estudià Periodisme i Sociologia a la Universitat Catòlica Andrés Bello de Caracas regentada pels Jesuïtes. Allí coneix també María Esther Solabarrieta, amb la qual es va casar en 1976. En aquesta època va ser nomenat president d'Euzko Gaztedi Indarra (EGI, les joventuts del PNB) del Centre Basc de Caracas.Radio Euzkadi emetia tots els dies des de Veneçuela i en ona curta "Radio Euzkadi". Col·laborava en la revista de resistència "Gudari", editada a Caracas i participava en accions de resistència.

## Retorn al País Basc

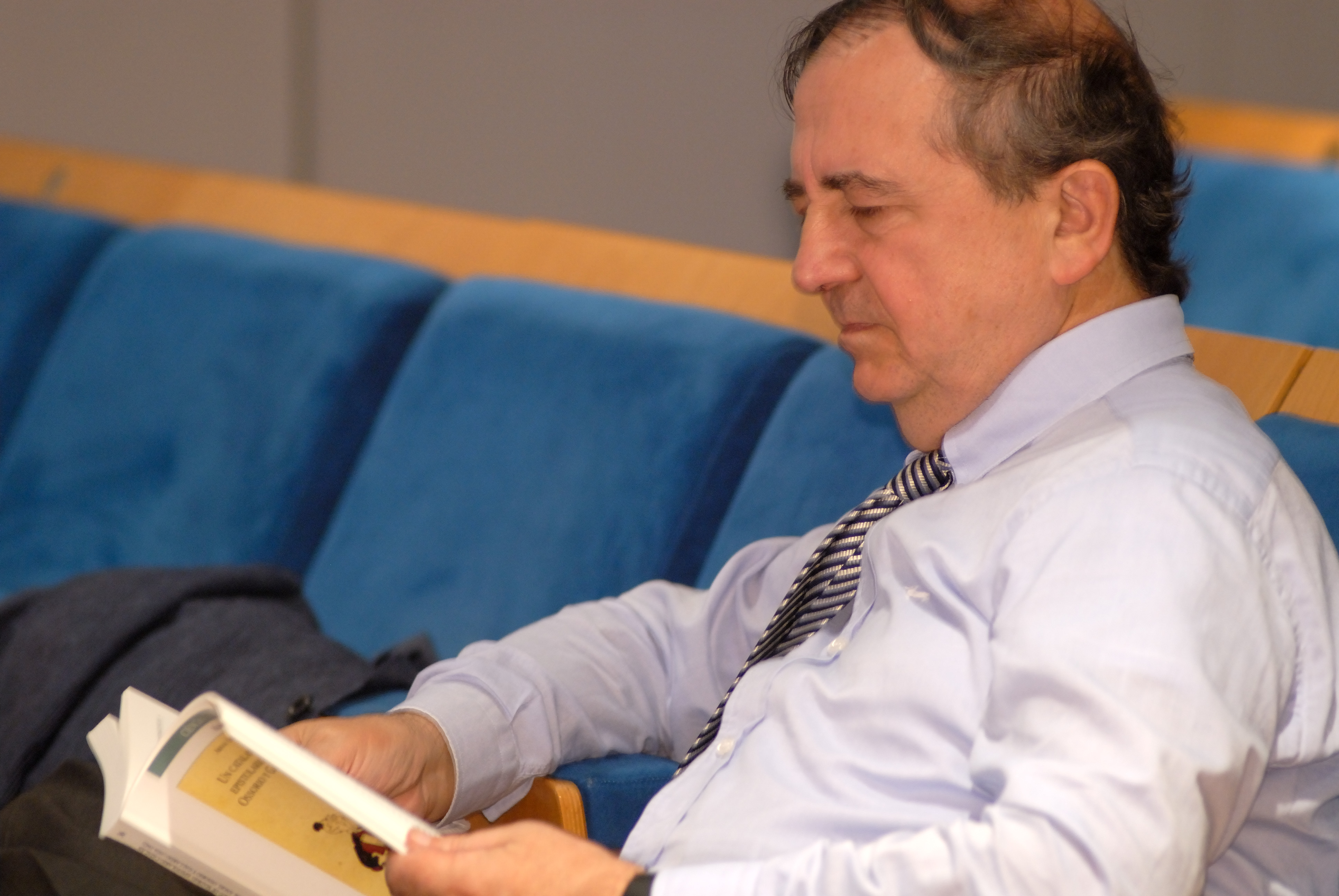
Anasagasti al MHC el 2008.

L'agost de 1975, torna de nou a Sant Sebastià i dirigeix la publicació del PNB, Euzkadi. Va ser detingut l'1 d'abril de 1976, al costat de Joseba Goikoetxea (assassinat posteriorment per ETA) i Bingen Zubiri, per ordre del ministre de Governació Manuel Fraga. Va estar tres dies a la presó. En sortir el PNB de la clandestinitat, va ser triat en 1977 membre del consell regional del PNB a Biscaia (Bizkai Buru Batzar), càrrec que va ocupar fins a 1980 sota la Presidència de Carlos Garaikoetxea.

## Parlament Basc, Congrés dels Diputats i Senat
A les eleccions al Parlament Basc de 1980 i 1984 fou escollit diputat per Biscaia. A les eleccions generals espanyoles de 1986 fou elegit diputat per la mateixa circumscripció i fou portaveu del PNB al Congrés dels Diputats fins al 2004. A les eleccions generals espanyoles de 2004 fou escollit senador per Biscaia, i ocupà la secretaria primera de la Mesa del Senat.